# Championnats du monde de cyclisme sur piste 1976
Navigation
Rocourt 1975 San Cristóbal 1977
Les championnats du monde de cyclisme sur piste 1976 ont eu lieu à Monteroni di Lecce en Italie. En raison des Jeux olympiques de Montréal, seules sept épreuves sont au programme : cinq pour les hommes et deux pour les femmes. 

## Résultats

### Hommes

#### Podiums professionnels
| Compétition            | Or                                    | Argent                  | Bronze                 |
| ---------------------- | ------------------------------------- | ----------------------- | ---------------------- |
| Vitesse individuelle   | John-Michael Nicholson Australie      | Giordano Turrini Italie | Yoshikazu Sugata Japon |
| Poursuite individuelle | Francesco Moser Italie                | Roy Schuiten Pays-Bas   | Knut Knudsen Norvège   |
| Demi-fond              | Wilfried Peffgen Allemagne de l'Ouest | Cees Stam Pays-Bas      | Walter Avogradi Italie |

#### Podiums amateurs
| Compétition | Or                                      | Argent                                     | Bronze                                                 |
| ----------- | --------------------------------------- | ------------------------------------------ | ------------------------------------------------------ |
| Demi-fond   | Gaby Minneboo Pays-Bas                  | Bartolome Caldentey Espagne                | Rainer Podlesch Allemagne de l'Ouest                   |
| Tandem      | Pologne Benedykt Kocot Janusz Kotlinski | Tchécoslovaquie Ivan Kucirek Milos Jelinek | Union soviétique Anatoli Iablunovski Vladimir Semenets |

### Femmes
| Compétition            | Or                              | Argent                 | Bronze                        |
| ---------------------- | ------------------------------- | ---------------------- | ----------------------------- |
| Vitesse individuelle   | Sheila Young États-Unis         | Sue Novara États-Unis  | Iva Zajíčková Tchécoslovaquie |
| Poursuite individuelle | Keetie van Oosten-Hage Pays-Bas | Luigina Bissoli Italie | Mary Jane Reoch États-Unis    |

## Tableau des médailles
| Rang | Nation               | Or | Argent | Bronze | Total |
| ---- | -------------------- | -- | ------ | ------ | ----- |
| 1    | Pays-Bas             | 2  | 2      | 0      | 4     |
| 2    | Italie               | 1  | 2      | 1      | 4     |
| 3    | États-Unis           | 1  | 1      | 1      | 3     |
| 4    | Allemagne de l'Ouest | 1  | 0      | 1      | 2     |
| 5    | Pologne              | 1  | 0      | 0      | 1     |
| -    | Australie            | 1  | 0      | 0      | 1     |
| 7    | Tchécoslovaquie      | 0  | 1      | 1      | 2     |
| 8    | Espagne              | 0  | 1      | 0      | 1     |
| 9    | Japon                | 0  | 0      | 1      | 1     |
| -    | Norvège              | 0  | 0      | 1      | 1     |
| -    | Union soviétique     | 0  | 0      | 1      | 1     |
|      |                      | 7  | 7      | 7      | 21    |